# Aleksandr Galkine
Pour les articles homonymes, voir Galkine.
Aleksandr Aleksandrovitch Galkine (en russe : Александр Александрович Галкин, né le 1er février 1979) est un grand maître russe du jeu d'échecs qui a remporté le Championnat du monde d'échecs junior en 1999 à Erevan, devant Rustam Qosimjonov et Karen Asrian.
Galkine a participé :
- au championnat du monde de la Fédération internationale des échecs 2000 (éliminé au deuxième tour par Beliavski) ;
- au championnat du monde de la Fédération internationale des échecs 2004 (éliminé au premier tour par Delchev)[1] ;
- à la coupe du monde d'échecs 2007 (éliminé au deuxième tour par Vassili Ivantchouk).

Au 1er juin 2014, son classement Elo est 2 615 points, ce qui fait de lui le 39e joueur russe en activité.